# J. Will Taylor

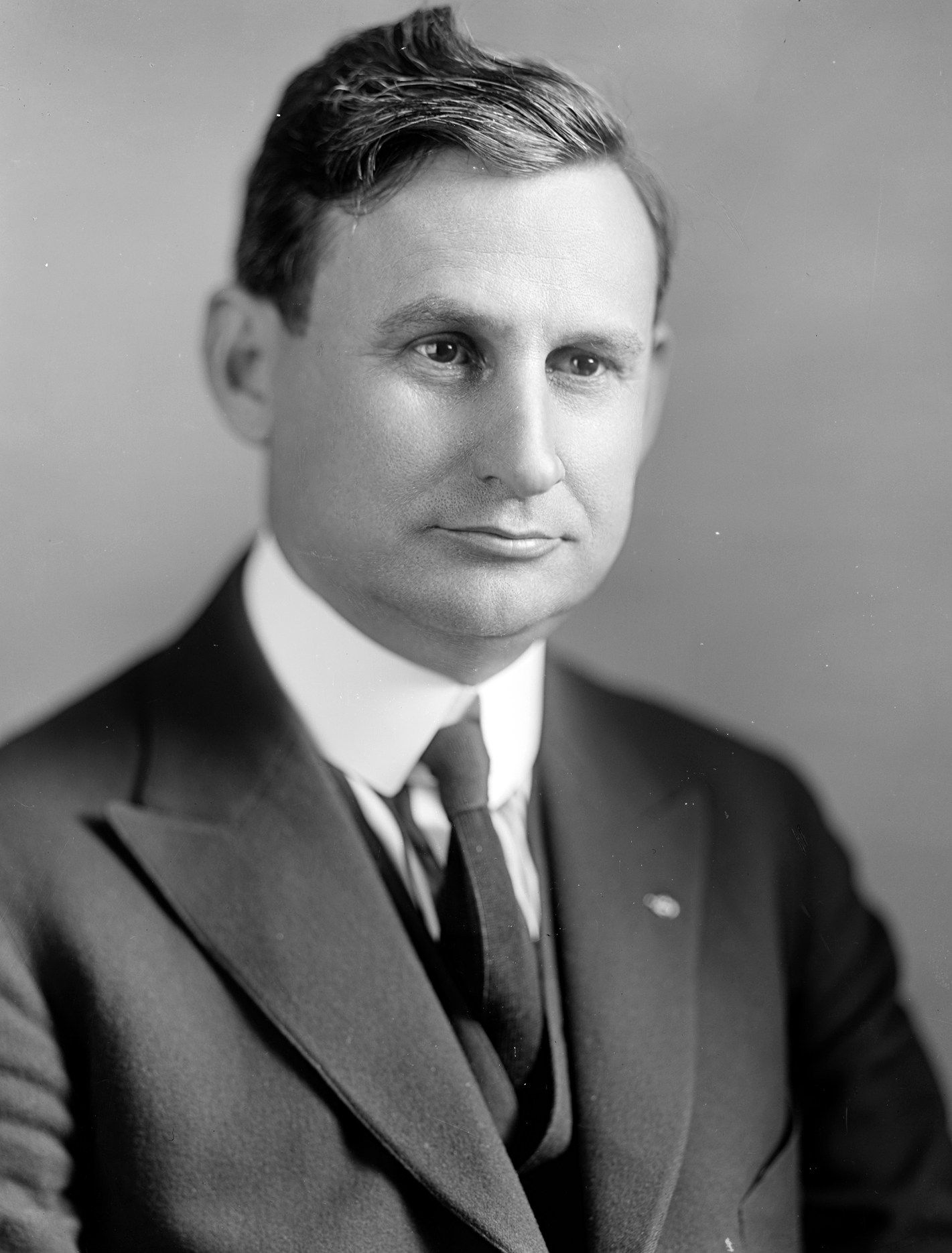
J. Will Taylor

James Willis „Will“ Taylor (* 28. August 1880 bei Lead Mine Bend, Union County, Tennessee; † 14. November 1939 in La Follette, Tennessee) war ein US-amerikanischer Politiker. Zwischen 1919 und 1939 vertrat er den Bundesstaat Tennessee im US-Repräsentantenhaus.

## Werdegang
Will Taylor besuchte die öffentlichen Schulen seiner Heimat und das Holbrook Normal College in Fountain City. Danach studierte er an der American Temperance University in Harriman. Nach diesem Studiengang arbeitete Taylor für einige Jahre als Lehrer. Nach einem Jurastudium an der Cumberland University in Lebanon und seiner im Jahr 1902 erfolgten Zulassung als Rechtsanwalt begann er in La Follette in seinem neuen Beruf zu arbeiten. Politisch war Taylor Mitglied der Republikanischen Partei. Von 1904 bis 1906 fungierte er als Posthalter in La Follette. Zwischen 1910 und 1913 sowie nochmals von 1918 bis 1919 war er Bürgermeister dieser Stadt. In den Jahren 1913 und 1914 war er Versicherungsbeauftragter von Tennessee. In seiner Partei war er in den Jahren 1917 und 1918 Staatsvorsitzender.
Bei den Kongresswahlen des Jahres 1918 wurde Taylor im zweiten Wahlbezirk von Tennessee in das US-Repräsentantenhaus in Washington, D.C. gewählt, wo er am 4. März 1919 die Nachfolge von Richard W. Austin antrat. Nach zehn Wiederwahlen konnte er bis zu seinem Tod am 14. November 1939 im Kongress verbleiben. Von 1923 bis 1927 war er Vorsitzender des Ausschusses zur Kontrolle der Ausgaben des Außenministeriums. Während seiner Zeit als Kongressabgeordneter wurden dort der 18., der 19., der 20. und der 21. Verfassungszusatz verabschiedet. Von 1933 bis 1939 wurden im Kongress die meisten der New-Deal-Gesetze der Bundesregierung unter Präsident Franklin D. Roosevelt verabschiedet, denen Taylors Partei aber eher ablehnend gegenüberstand.
Nach Taylors Tod wurde bei der fälligen Nachwahl sein Parteikollege John Jennings zu seinem Nachfolger gewählt.